# Resolució 892 del Consell de Seguretat de les Nacions Unides
La Resolució 892 del Consell de Seguretat de les Nacions Unides fou adoptada per unanimitat el 22 de desembre de 1993. Després de reafirmar les resolucions 849 (1993), 854 (1993), 858 (1993), 876 (1993) i 881 (1993) sobre la guerra georgiana-abkhaz i la Resolució 868 (1993) sobre la seguretat de les forces de pau de les Nacions Unides, el Consell va discutir el desplegament final de 50 observadors militars a Geòrgia.
El Consell va donar la benvinguda al memoràndum d'entesa entre Geòrgia i Abkhàzia, afirmant que l'augment de la presència internacional a la zona de conflicte ajudaria a garantir la pau.
El Consell també va prendre nota de les converses celebrades a Moscou i la intenció de tornar a entrar en negociacions a Ginebra l'11 de gener de 1994 per resoldre el conflicte. Es van avançar en les converses i això va justificar el desplegament d'observadors militars addicionals de les Nacions Unides. Tanmateix, al mateix temps va expressar la seva preocupació per la situació humanitària a Geòrgia i pel nombre de persones desplaçades i refugiats.
Després d'aprovar el desplegament progressiu de 50 observadors militars, s'assenyala la intenció del Secretari General Boutros Boutros-Ghali d'enviar més observadors en cas de millorar la situació. El Consell revisarà el mandat de la Missió d'Observació de les Nacions Unides a Geòrgia (UNOMIG) basada en el progrés de les negociacions. En aquest sentit, es va instar a les parts a complir els seus compromisos en el memoràndum d'entesa i l'acord d'alto el foc i vetllar per la seguretat del personal de la UNOMIG, acollint amb satisfacció l'assistència de Rússia en aquest àmbit.
La resolució va concloure demanant la tornada dels refugiats i la prestació de l'ajuda humanitària a la població civil, mentre que els països donants van demanar que contribuïssin a l'apel·lació humanitària de les Nacions Unides.